# Carl Engler

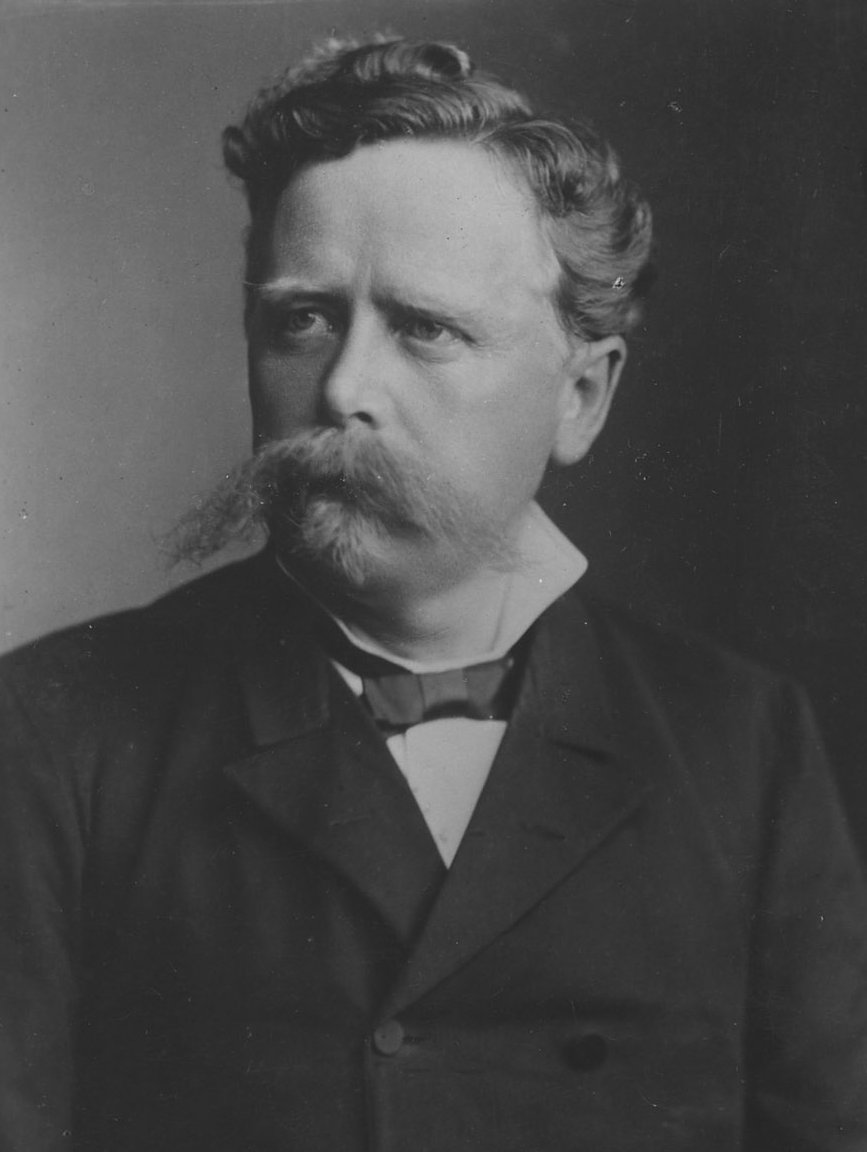
Carl Engler.

Carl Oswald Viktor Engler, född 5 januari 1842 i Weisweil, Baden, död 7 februari 1925 i Karlsruhe, var en tysk kemist och politiker.
Engler promoverades i Freiburg im Breisgau 1864, blev 1871 extra ordinarie och 1876 ordinarie professor i teknisk kemi och 1887 i ren kemi vid tekniska högskolan i Karlsruhe. 
Engler var under slutet av 1800- och början av 1900-talet en av Tysklands tongivande tekniska kemister och utövade inom denna gren av kemin även en framstående litterär verksamhet. Bland hans rent kemiska arbeten kan särskilt nämnas hans kritiska studier över självoxidation samt hans teoretiska och experimentella arbeten angående uppkomsten av bergolja. Han var ledamot av tyska riksdagen och av badensiska första kammaren.